# قبيلة بني سليم في ليبيا
بنو سُلَيْم من القبائل العربية الكبرى التي استقرّت فروع كثيرة منهم في ليبيا بعد الهجرات العربية الواسعة التي شهدتها المنطقة في القرن الخامس الهجري (الحادي عشر الميلادي). تاريخيًا قبل استقرار قبائل بنو سُلَيْم الدائم على الأراضي الليبية، شاركوا في الفتوحات الإسلامية حيث أسهموا في الفتح العربي الإسلامي لليبيا عام 21هـ (642م). إلا أنه لم يُوثَّق تواجدهم في هذه البلاد بشكل مؤكد إلا بعد الهجرات الهلالية الكبرى عام 442هـ (1052م)، والتي مثلت تحولًا ديموغرافيًا واجتماعيًا مهمًا في تاريخ هذه المنطقة.
لِقبائل بنو سُلَيْم دورًا بارزًا في العديد من المحطات التاريخية التي شهدتها ليبيا، فقد لعبت هذه القبائل دورًا محوريًا في الصراعات والحروب عبر العصور المتعاقبة، بدءًا من العهد الفاطمي والأيوبي، مرورًا بحكم المماليك. والحفصيين. وحتى العهد العثماني. كما كانوا جزءًا أساسيًا في مقاومة الاحتلال الإيطالي. مما عزز مكانة قبائل بنو سُلَيْم في التاريخ السياسي والاجتماعي لليبيا.

## السلالات
بالرجوع إلى كتب الأنساب العربية، نجد أن العديد من قبائل بنو سُلَيْم استقرت في ليبيا وشمال إفريقيا خلال العصور الإسلامية، بعد قدومها من شبه الجزيرة العربية في إطار الهجرات التي شهدتها المنطقة. ومن أبرز هذه القبائل: «بنو هيب، بنو ذباب، بنو زعب، وبنو عوف» وجميعها، وفقًا للمصادر التاريخية، تعود في نسبها إلى: «بنو بهثة من بنو سُلَيْم بن منصور بن عكرمة بن خصفة بن قيس عيلان بن مضر» والتي تعد من أوسع بطون مضر وأكثرها عددًا. ومع مرور القرون، تفرعت من تلك القبائل عدة بطون وأفخاذ وعمائر، لا تزال تستوطن مناطق برقة وفزان وطرابلس الليبية.
أظهرت الدراسات والفحوص الجينية التي أُجريت على العديد من العينات المفحوصة لعدة مجموعات قبلية تنتمي إلى قبائل بنو سُلَيْم في ليبيا تطابقًا ملحوظًا مع الموروث التقليدي للقبيلة. وفقًا للنتائج التي توصلت إليها دراسات المشاريع الجينية العالمية مثل "Yfull" و"FamilyTreeDNA"، وكذلك المشروع الجيني لقبائل بنو سُلَيْم بن منصور، تؤكد جميع هذه المشاريع أن التحورات الجينية لهذه العينات تتوافق مع الشجرة الجينية لبقية الأفراد المنتمين إلى قبائل بنو سُلَيْم المنتشرين في دول الشرق الأوسط وشمال إفريقيا، والذين تم فحصهم، مما يعزز الرابط العرقي والتاريخي بين هذه القبائل.

## التفرعات
- بنو هيب: ينقسمون إلى فرعين رئيسيين: «شماخ ولبيد».

بنو شماخ: ينتشرون في برقة، وصفهم ابن خلدون بأنهم أغنياء وكثيرو العدد. ومن قبائلهم القديمة: «بنو حميد، قتيل، الباسة» و«غيرها». ويرجح البعض أن «سبال» من شماخ، وأنهم أسلاف لبعض «قبائل حلف المرابطين» ببرقة.
بنو لبيد: من أكبر فروع «بنو هيب»، ويتفرعون إلى أفخاذ عديدة. يستقرون في برقة ومصر. ومن أفخاذهم: «بنو سلام، وبنو كعب» ومن بني كعب «بنو عزاز المعروفين بالعزة» وقد ذكر القلقشندي أن باقي أفخاذ بني لبيد هاجروا إلى مصر.
وجميع بطون «هيب» هذه استولت على إقليم طويل (برقة)، وكانت رئاستهم في «بني عزاز المعروفين بالعزة». ومن بني عزاز بن كعب بن لبيد بن هيب، هؤلاء، تنحدر كافة قبائل «السعادي» والذين ينتشرون في برقة وغيرها من الأقاليم.
```
       
[بنو
 
سليم]

           
|

       
[بنو هيب]

           
|

  
[J-FGC1/J-FGC43122]

           
|

  
|--------|-------| 

[بنو لبيد]      [بنو شماخ]
                        
  
|                |

[بنو كعب]
       
[بنو حميد]
                                                                
  
|                |

  
|                |

  
|
     
[بعض قبائل المرابطين]
                                   
  
|
    

[عزاز"العزة"]

  
|
 

[السعادي]
```

- بنو ذباب: ينقسمون إلى: «عرب الشرق وعرب الغرب».

بنو ذباب: اشتهر منهم: «بنو رافع» والذين ينحدر منهم «أولاد سليمان وأولاد سالم السوالم» ولِهؤلاء بطون عديدة يجاورون «العزة من عرب برقة» ويطلق عليهم «عرب الشرق».
واشتهر من «عرب الغرب» «أولاد أحمد» و«أولاد يزيد» وهم حلف قبلي يتكون من أربعة بطون، «الصهب، والحمارنة، والخرجة وهم بطن من آل سليمان، والأصابعة» وهؤلاء ذكرهم التجاني ضمن هذا الحلف. واشتهر من«بنو عامر» «بنو نائل، وبنو وشاح، وبنو سنان» واشتهر من بنو وشاح «المحاميد، والجواري». وكانت رئاسة المحاميد في بنو رحاب منهم. ورئاسة الجواري في بنو مرغم منهم. ومعهم بطنان أخران هم «العمور، الجواربة». ومنازل بنو ذباب بين قابس وبرقة بجوار «بنو هيب». وقد هاجر العديد من بنو ذباب إلى دول الجوار.
```
       
[بنو
 
سليم]

           
|

       
[بنو ذباب]

           
|

       
[J-ZS5000]

           
|

  
|--------|-------| 

[عرب الشرق]   [عرب الغرب]
                        
  
|                |

  
|
       
[أحمد، يزيد، عامر]
                                                                
  
|

  
|--------|
      
 
[أولاد سليمان، أولاد سالم]
```

- بنو زعب: منهم عدة قبائل تستقر في: «ودان وفزان».

وبنو زعب نسبة إلى: «زعب الأصغر بن زعب الأكبر بن جرو بن مالك» ويجتمعون مع «ذباب» في هذا النسب، وفي هذا المعنى يقول الدبابيون إن زعبًا منهم، وقد ذكرهم ابن خلدون نقلاً عن ابن الكلبي وكذلك ذكرهم التجاني في رحلته.
وقد كانوا بين الحرمين ثم انتقل أكثرهم إلى المغرب الأدنى، فسكنوا بإفريقية في جوار إخوتهم «بنو ذياب بن مالك» ثم صاروا في جوار «بنو هيب». وقد ذكر ابن ماكولا في الأكمال: أن من الزعبيين على عهده خلق «بالحجاز لهم غفارة في طريق مكة». ويذكر البعض أن منهم بطون في بلاد «الشام» فقد ورد ذكر قديم لهم في «حوران وجنوب سوريا».
وبالرغم من أن ابن خلدون يذكر على عهده أن بنو زعب كانوا يقيمون في «جنوب طرابلس الغرب في كل من أراضي ودان وفزان» إلا أنه لم يتطرق للحديث عن القبائل المتفرعة منهم. ويرى البعض أن من القبائل المتفرعة عنهم اليوم كل من قبائل: «المقارحة والحطمان، والحساونة والذين تنحدر منهم قبيلة أزوية المستقرة ببرقة، والقوائد، والسهكة».
```
       
[بنو
 
سليم]

           
|

       
[بنو زعب]

           
|

       
[J-ZS5010]

           
|

  
|--------|-------| 

[الحساونة]     [عدة قبائل]
 
  
|
                       
  
|--------|
      
     
[الزوية ببرقة]
```

- بنو عوف ينقسمون إلى فرعين: «مرداس وغلاق»

وهم منتشرون في الصعيد والفيوم والبحيرة، منهم أناس كثيرة، وفي برقة إلى المغرب.
بنو مرداس: اشتهر منهم:«أولاد جامع»، وفيهم كانت رئاسة «بنو غلاق» باعتبارهم حلفاء لهم.
بنو غلاق: يتفرعون إلى «بنو يحيى» و«بنو حصن». فمن «بنو يحيى» برزت قبائل «حمير» ومنهم «ترجم كردم» ومن «ترجم» ينحدر«بنو كعب»، الذين يعرفون بالكعوب، ومن الكعوب هؤلاء تنحدر قبائل «أولاد أبي الليل» بينما اشتهر من «بنو حصن» «بنو علي»، وينتمي إلى «بنو حصن» أيضًا «بنو حكيم» وأغلب قبائل «بنو عوف» يقيمون بتونس.
أما في طرابلس الغرب وعموم ليبيا، يمكن ربط قبائل مثل «العلالقة»، «أولاد بالليل»، «أولاد بريك»،  بـ«بنو يحي»، بينما من«بنو حكيم» المنتمين إلى «بنو حصن»، فتنحدر منهم قبائل: «الجميعات» و«القطعان». وكلا القبيلتين تندرجان ضمن «حلف المرابطين»، وينتشرون في مناطق مختلفة من ليبيا، وقد غادر أغلب أفراد هذه القبائل إلى مصر.
```
       
[بنو
 
سليم]

           
|

       
[بنو عوف]

           
|

      
[J-FGC43126]

           
|

  
|--------|-------| 

[بنو غلاق]     [بنو مرداس]
                        
  
|                |

  
|           [أولاد جامع]
                                                                          
  
|--------|
 
           
|
     
  
|--------|-------|

[بنو يحي]      [بنو حصن]
 
  
|                |
                
  
|      [بنو علي، بنو حكيم]
 
  
|

  
|--------|-------|

[دلاج]    [حمير]  [ رياح]

           
|
 
       
[الكعوب]

           
|
 
     
[أولاد بالليل]
```

## التاريخ
إنَّ من تاريخهم في الجاهلية أن النعمان بن المنذر ملك العرب في الحيرة بعث جيشًا إلى بنو سُلَيْم لشيء كان وجد عليهم من أجله، فاستجاش ببعض القبائل علي بنو سُلَيم، فهزمت سُلَيْم جيش النعمان ومن معه. وهناك وقائع كثيرة وصولات عديدة لبنو سُلَيْم في الجاهلية، وفي صدر الإسلام، حيثُ كان لهم دور بارز في عديد الأحداث، منها فتح مكة، وما تبعها بعد ذلك من الصراعات الداخلية، كحروب الردة. مروراً بالفتوحات الإسلامية ببلاد العراق والشام وإفريقيا. والتي كان لهم فيها دور فاعل شأنهم في ذلك شأن باقي قبائل العرب. وقد كان بنو سُلَيْم في القرون الهجرية الأولى من فصحاء العرب والذين يُوثق بلغتهم. فيقال أن منهم: "طائفة كانوا هم افصح مابين المسجدين".
وفي عهد الدولة الأموية ازدادت مكانتهم  بفضل اتفاقهم وعصبيتهم فى عزائم الأمور التي كان العرب يتصفون بها فى مواجهة الغير، وفي عهد الدولة العباسية استطاعوا التملص من الخضوع، مبتعدين فى صحارى نجد وتهامة، وفي عهد الفاطميين احتفظوا با ستقلالهم  لان العداء بين الفاطميين والعباسيين اوجد ظروفا جعلتهم يعاملون بنو سُلَيْم بتقدير كبير.
ومنها أُرسِلت عدة بطون من قبائلهم في زمن متأخر من قبل الفاطميين إلى البلاد المصرية، وبقيت بطون منهم في ديارهم الأصلية في الحجاز وغيرها، وإستوطنت القبائل التي هاجرت إلى البلاد المصرية الجهات العليا للضفة الشرقية من نهر النيل، وأجازهم بعد ذلك المستنصر على يد وزيره، الى افريقية لحرب المعز بن باديس، فأجازوا مع باقي قبائل الهلاليين، وأقامت بطون منهم ببرقة التي وجدوها خالية لكون المعز اباد أهلها، وأستقرت أغلبيتهم جهات طرابلس، ثم صارت بطون منهم الى افريقية (تونس وما يقع غربها).
وقد مثّلت قبائل بنو سُلَيْم عنصرًا مهمًا في المشهد السياسي والعسكري في ليبيا منذ العصر الفاطمي، مرورًا بحكم الأيوبيين والمماليك والحفصيين والعهد العثماني، كما كانوا في طليعة مقاومي الاحتلال الإيطالي رغم عدم تكافئ القوتين إلا أنهم خاضوا معارك ضارية ضد هذا الاحتلال طيلة عشرين عامًا، وبعد تحقيق الاستقلال، أسهموا في إعادة بناء الدولة الليبية. ومنذ أن استقر بنو سُلَيْم في ليبيا، حافظوا على عروبتهم وفصاحتهم التي نشأوا عليها لعدة قرون متتالية.